# 无线电城音乐厅

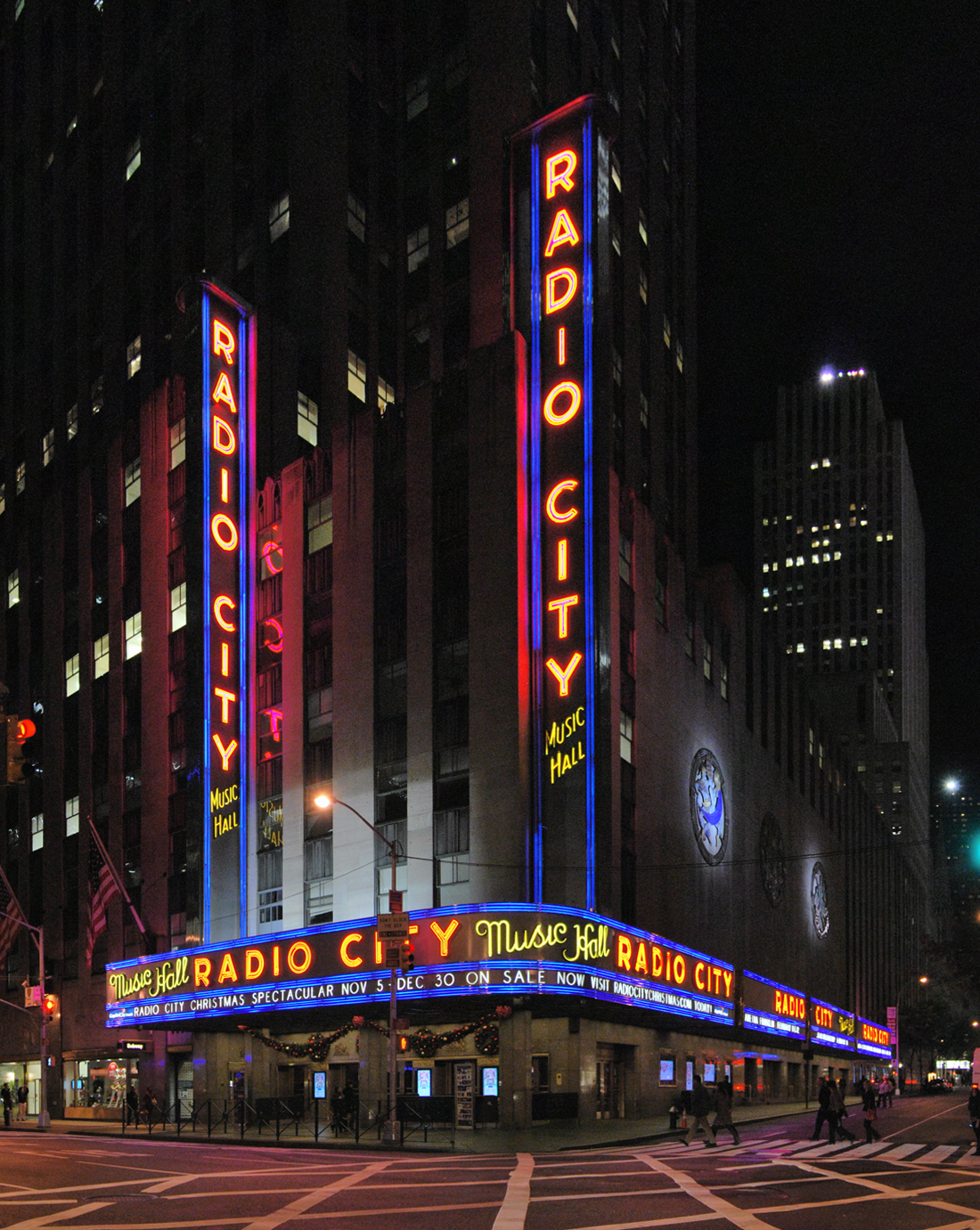
无线电城音乐厅

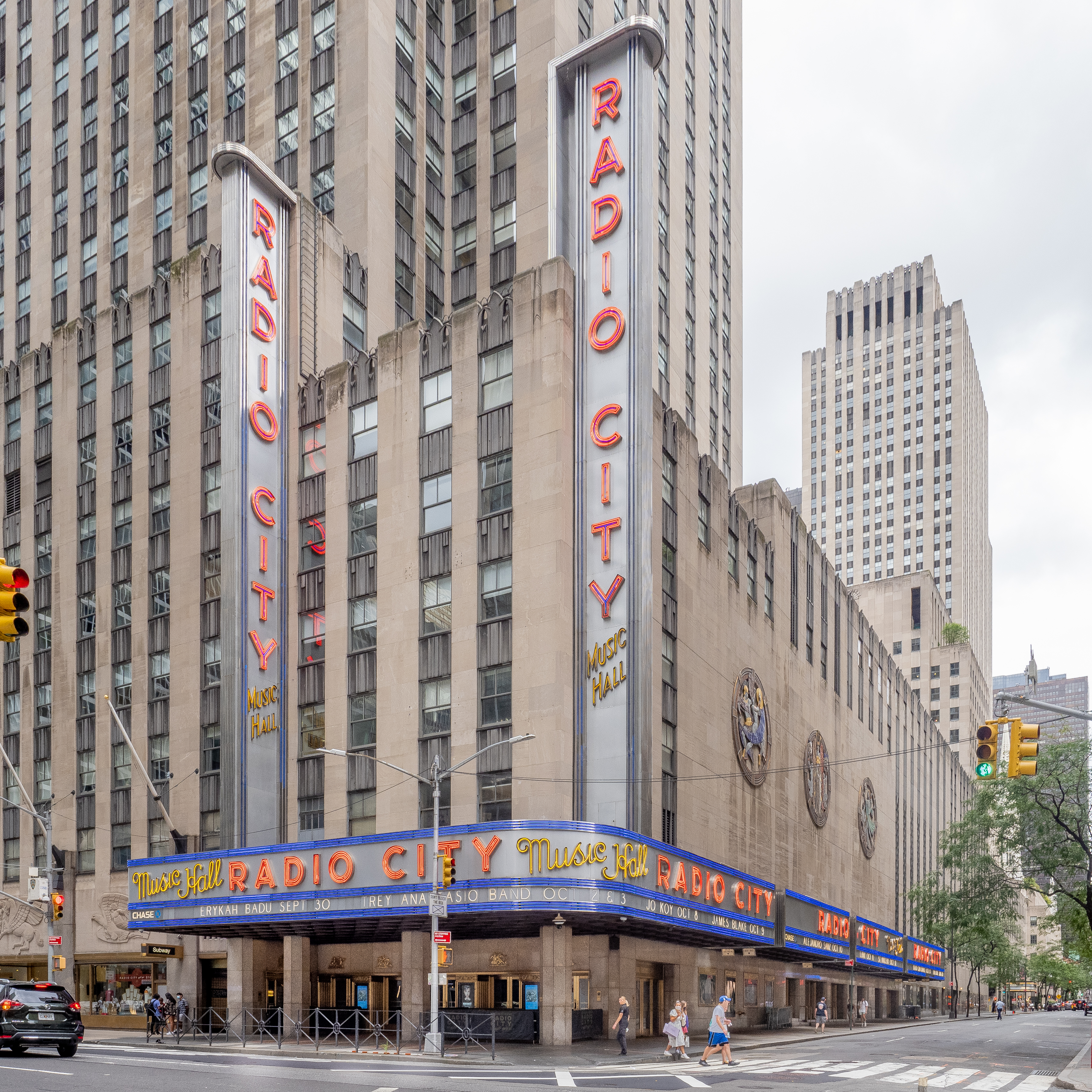
无线电城音乐厅

无线电城音乐厅（英語：Radio City Music Hall）位於美国纽约州纽约市的第六大道上，1932年12月27日啟用，是托尼獎頒獎禮的舉行地點，在1997年開始成為托尼獎的永久舉行地。

## 外部連結
- 无线电城音乐厅官方網站